# Matt Burke
Matthew Coleman Burke (Sídney, 26 de marzo de 1973) es un presentador deportivo y exjugador australiano de rugby que se desempeñaba como fullback. Fue internacional con los Wallabies de 1993 a 2004 y se consagró campeón del Mundo en Gales 1999.
Burke es considerado el mejor fullback en la historia de su selección y de los años 1990; por su agilidad en velocidad, seguridad en el tackle, además de ser un pateador nato y un prolífico anotador de tries.

## Carrera
Jugó el Super Rugby con los Waratahs desde la temporada 1996 y hasta la edición 2004: no fue renovado, recibió ocho ofertas y aceptó jugar la Premiership Rugby para los Newcastle Falcons. En Inglaterra fue compañero de Owen Finegan y la leyenda Jonny Wilkinson.

## Selección nacional
Bob Dwyer lo convocó a los Wallabies en agosto de 1993 y debutó contra los Springboks. Su gran nivel demostrado le permitió quedarse con la vacante del retirado Marty Roebuck.
En 1997 se lesionó el hombro y su lugar fue ocupado por Chris Latham. Cuando Burke regresó, le costó recuperar su puesto debido al gran nivel de Latham y fue una constante rivalidad; hasta que en la visita de los Lions 2001 Burke logró la titularidad indiscutida.
Luego de los Leones, en 2002 llegó Mat Rogers al seleccionado y le ganó la titularidad. En 2004 Eddie Jones anunció que solo contaría con dos fullbacks, Burke perdió la suplencia con Latham y se cambió a centro exterior (13) para no perder su lugar en el seleccionado; pero Morgan Turinui le ganó el puesto.

### Participaciones en Copas del Mundo
Burke jugó Sudáfrica 1995 como titular y los Wallabies fueron eliminados en cuartos de final por La Rosa. En Gales 1999 la mejor generación de Wallabies avanzó cómodamente a semifinales para enfrentar a Sudáfrica, en un partido muy parejo, Australia ganó en tiempo extra y en la final venció a Les Bleus para consagrarse campeona del Mundo. Disputó su último mundial en Australia 2003 como suplente de Rogers.
| Mundial                       | Sede      | Resultado        | PJ | Tries |
| ----------------------------- | --------- | ---------------- | -- | ----- |
| Copa Mundial de Rugby de 1995 | Sudáfrica | Cuartos de final | 4  | 1     |
| Copa Mundial de Rugby de 1999 | Gales     | Campeón          | 6  | 2     |
| Copa Mundial de Rugby de 2003 | Australia | Subcampeón       | 4  | 3     |

## Palmarés
- Campeón de The Rugby Championship de 2001.